# طشک (بختگان)
طشک، روستایی در دهستان آباده طشک بخش مرکزی شهرستان بختگان در استان فارس ایران است.

## جاذبه‌های گردشگری
- کوه کتو
- تل منبع
- چهل دخترون
- مارمازه
- سلخ
- برج رحیم
- امامزاده سلطان ابراهیم
- دریاچه طشک
- انارستان های روستا
- جنگل بادام کوهی

## جمعیت
بر پایه سرشماری عمومی نفوس و مسکن در سال ۱۳۹۵، جمعیت این روستا برابر با 3250نفر (265خانوار) بوده است.